# Abalos Mensa
Abalos Mensa es un montículo en forma de cuña, o mensa y se encuentra en las cercanías de Planum Boreum, el polo norte marciano. Lleva el nombre de una de las características de albedo en Marte. Su nombre fue aprobado oficialmente por la Unión Astronómica Internacional en 2006. Se extiende desde la latitud 80,21°N a 82,4°N y desde la longitud 279,34°E a 290,52°E (69,48°W – 80,66°W). Su centro está ubicado en la latitud 81,17°N, longitud 284,4°E (75,6°O), y tiene un diámetro de 129,18 km.
Abalos Mensa es una formación convexa de aproximadamente 180 kilómetros de luz, con una vista superior en forma de cuña, y se encuentra inmediatamente al sur del escarpe de Rupes Tenuis, aproximadamente a 285ºE. En las cercanías de Abalos Mensa se inicia el campo dunar de Abalos Undae que continúa en dirección suroeste tras emerger del extremo occidental de un estrecho canal que separa Rupes Tenuis de Abalos Mensa.  El cráter Crotone, situado a 82,2°N, 290,0ºE con un diámetro de 6,4 km, está situado en el canal que separa el escarpe de Rupes Tenuis de Abalos Mensa. Al oeste de Abalos Mensa, paralela y al sur de la escarpa de Rupes Tenuis, corre una llanura estrecha de baja altitud, llamada Tenuis Mensa, que exhibe una pendiente hacia el sur. La parte sur de Abalos Mensa termina en una escarpa llamada Abalos Scopuli.